# Mobula
Mobula (Mobula mobular) – gatunek ryby orleniokształtnej zaliczanej do mantowatych (Mobulidae).

## Występowanie
Północny Atlantyk od południowo-zachodnich brzegów Irlandii, Portugalii, wzdłuż wybrzeża Afryki do Senegalu oraz Morze Śródziemne.
Występuje w parach lub małych grupach w pobliżu wybrzeży, unosząc się blisko powierzchni wody. Niekiedy wyskakuje wysoko z wody, by opaść do niej z głośnym pluskiem – usiłuje w ten sposób pozbyć się pasożytów skóry, głównie wąsonogów.

## Cechy morfologiczne
Ciało bardzo silnie spłaszczone grzbietobrzusznie o kształcie rombowatej tarczy, płetwy piersiowe z dużymi ostrokątnymi „skrzydłami”. Głowa szeroka, tzw. płetwy głowowe są rozdzielone i tworzą na pysku dwa wydłużone, cienkie, łyżkowate płaty, wysunięte poziomo do przodu i bardzo ruchliwe. Otwór gębowy bardzo szeroki. Uzębienie składa się z 150–160 szeregów bardzo małych, owalnych lub sercowatych zębów o tępych wierzchołkach. Jedna bardzo mała płetwa grzbietowa osadzona nad płetwami brzusznymi, a za nią 1–2 kolce na długim, cienkim trzonie ogonowym. Brak płetwy ogonowej.
Strona grzbietowa od ciemnobrązowa do niebieskoczarnej. Strona brzuszna biała, często występują tam czarne punkty. Końcówki płetw głowowych najczęściej czarne.
Dorasta maksymalnie do 5 m długości.

## Odżywianie
Żywi się drobnymi skorupiakami i larwami ryb, które zagarnia „płetwami głowowymi” do szeroko otwartej paszczy i odfiltrowuje przez przekształcone w gęste sito aparat skrzelowy.

## Rozród
Ryba żyworodna. Samica wydaje na świat tylko 1–2 młode.